# Японські ляльки дружби

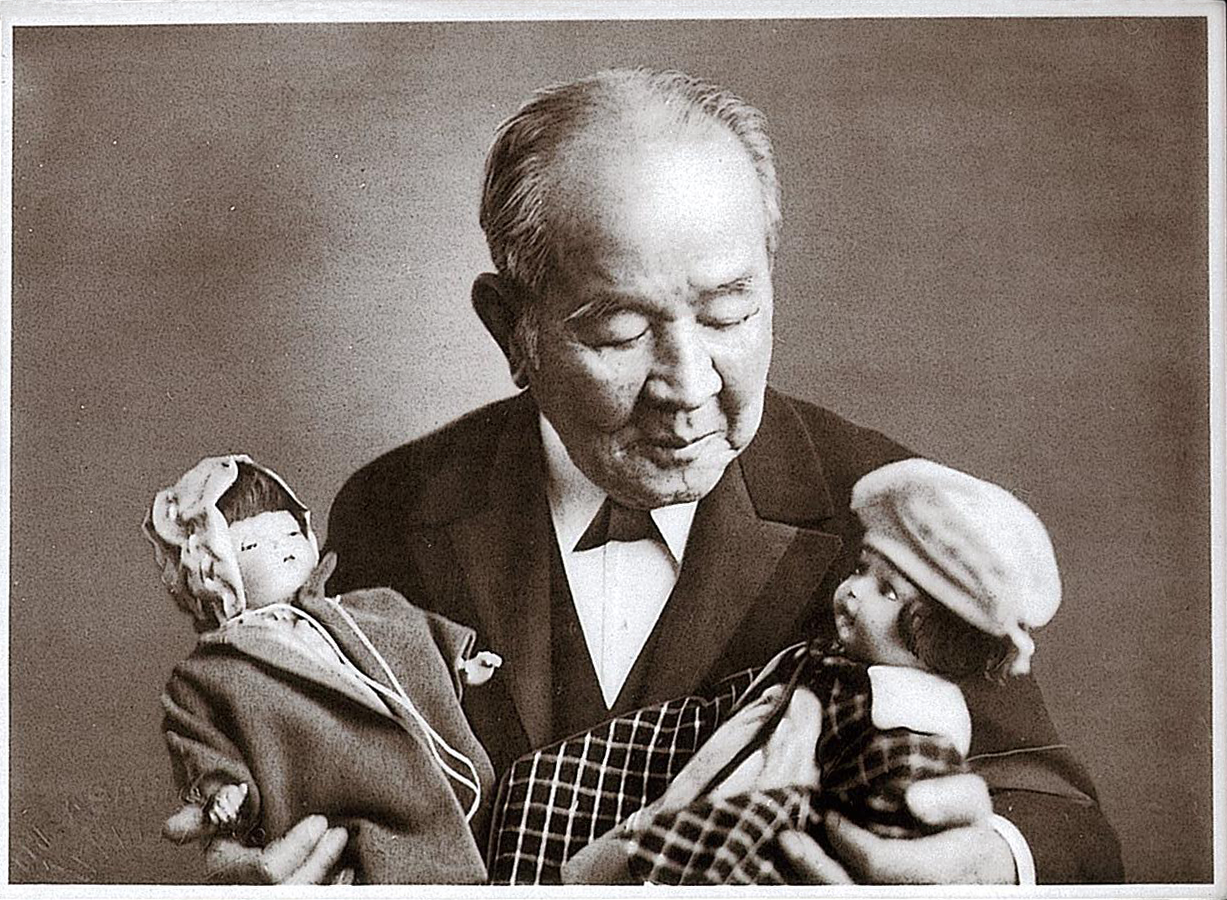
Віконт Ейті Сібусава (Eiichi Shibusawa) з двома «ляльками дружби»

Японські ляльки дружби (яп. 友情人形) та американські блакитноокі ляльки (англ. american friendship dolls) — програми міжнародної доброзичливості між Японією та США. Дипломати американець Сідні Гулік та японець віконт Шібусава Ейїчі ініціювали обмін ляльками між дітьми своїх країн для полегшення встановлення культурних відносин у 1920-ті роки.

## Огляд
Закон про імміграцію 1924 року забороняв східним азійцям емігрувати до США, що збільшило напруженість у відносинах між США та Японією. Сінді Гулік здійснював свою дипломатичну місію в Японії між 1888 та 1913 роками. Він був знайомий з тим, наскільки важливими є ляльки в культурі Японії, і для демонстрації доброї волі він ініціював програму з відправлення ляльок зі США дітям до Японії. Гулік брав участь у формуванні Комітету світової дружби серед дітей.

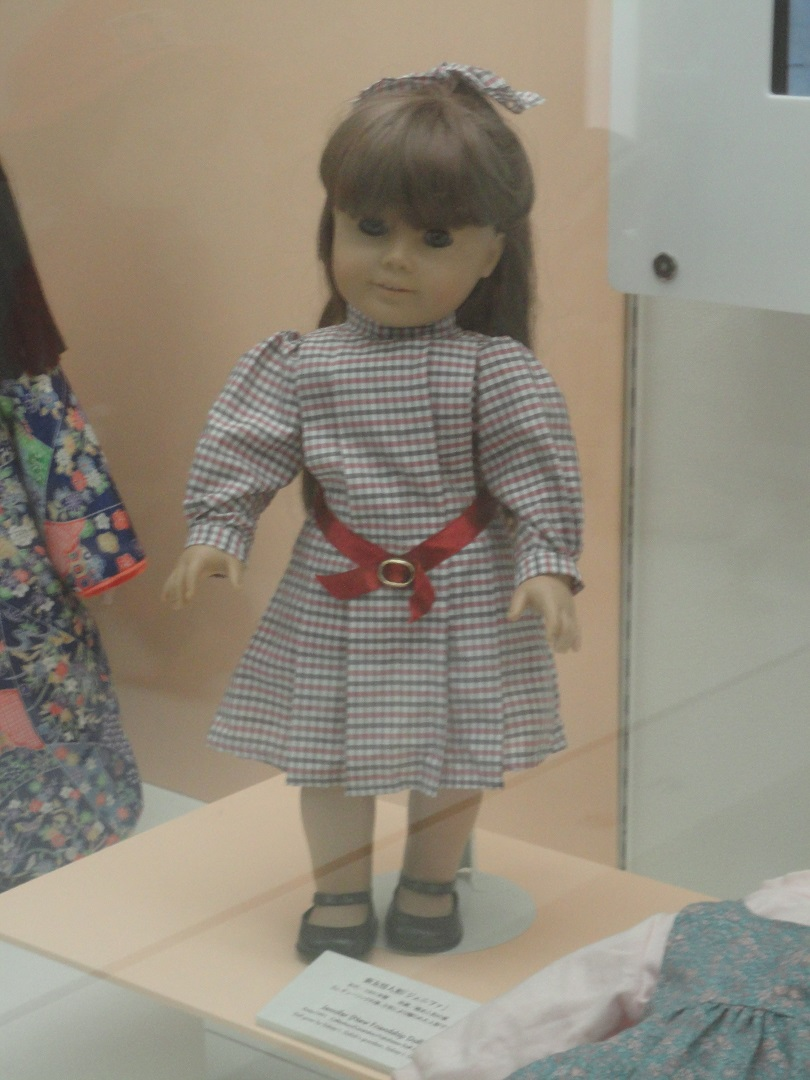
Дженіфер, блакитноока лялька США

У 1927 році в рамках першого проєкту було організовано відправлення 12739 «ляльок дружби», також відомих як «блакитноокі американські ляльки», з США до Японії. Ляльки були доставлені як раз до святкування фестивалю Хінамацурі.
Віконт Ейті Сібусава організував японську колекцію-відповідь на цей дар. Найкращі лялькові майстри Японії виготовили 58 ляльок дружби. Кожна лялька була 32—33 сантиметри у висоту і була одягнена в японський національний костюм (шовкове кімоно). Кожна лялька мала також унікальні аксесуари. Ці ляльки представляли японські префектури, міста та регіони. Вони були потім передані до музеїв та бібліотек США.
Денні Гулік, онук Сідні Гуліка, намагається відродити ідею обміну ляльками.

## Американські блакитноокі ляльки
У 1927 році діти зі Сполучених Штатів в знак дружби зібрали понад 12 000 ляльок дружби японським дітям початкової школи. Ляльки збирали церкви та школи по всій країні. Пропонувалося присилати ляльок, які мали змогу говорити «мама» і коштували не більше 3,00 доларів. Кожна лялька була надіслана з повідомленням із назвою ляльки, іменами дарувальників та адресою для листа-подяки. Лялькам влаштовували прощальні вечірки та давали «паспорти», які коштували 1 цент, і «квитки на залізницю та пароплав», які коштували 99 центів. Було припущено, що «дівчата спеціалізуються на виборі ляльок та шитті їхнього одягу, а хлопчики служать діловими агентами». До ляльок також додали вірш Роберта Андервуда Джонсона «Друзі за морем», написаний на прохання Комітету світової дружби серед дітей. Менше 100 ляльок було відправлено до Тайваню та розділено між етнічно відокремленими японськими початковими школами та дитячими садками. Лише 334 ляльки пережили Другу світову війну і зараз зберігаються з найкращим доглядом в Японії.

## Список японських ляльок дружби

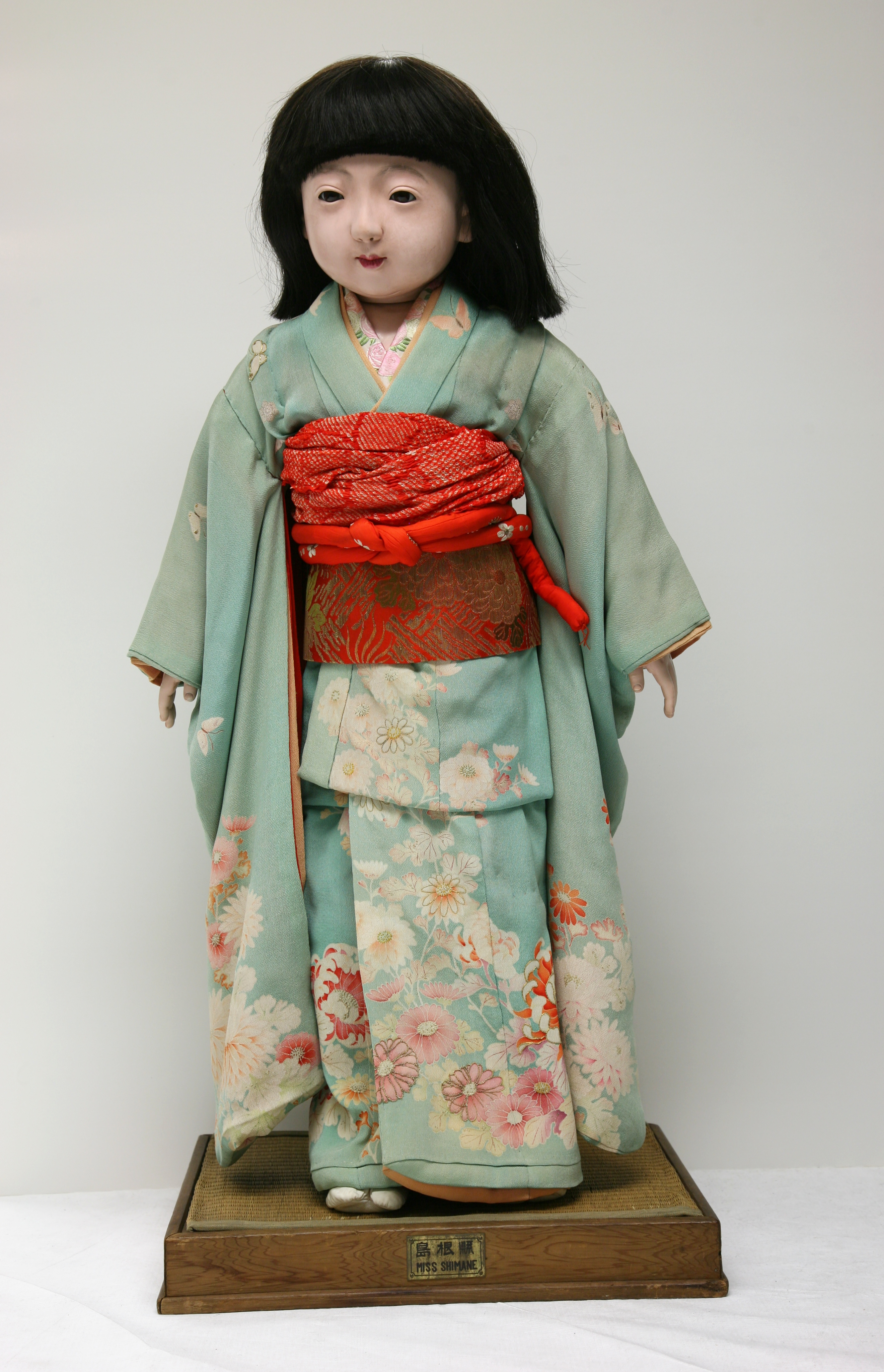
Міс Шімане (Shimane) у Дитячому музеї Індіанаполісу

Через роки деякі з ляльок були втрачені, але багато з них досі виставляється. Нижче наведено список їх місця знаходження:
1. Міс Айті була послана в Нашвілл, поточне розташування невідомо
2. Міс Акіта — у Дитячому музеї Детройту
3. Міс Аоморі, приватна колекція
4. Міс Тіба була послана до Ріверсайду, поточне розташування невідомо
5. Міс Корея — у Науковому центрі Коннектикуту
6. Міс Dai Nippon (або міс Японія) у відділі антропології Національного музею природничої історії
7. Міс Ехіме, послана до Галфпорту, знищена ураганом Камілла і замінена в 1988 році
8. Міс Фукуї, послана в Солт-Лейк-Сіті, поточне розташування невідомо
9. Міс Фукуока — Художній Музей Джордана Шнітцера
10. Міс Фукусіма, була надіслана до Х'юстона, зараз у приватній колекції
11. Міс Гіфу — у Клівлендському художньому музеї
12. Міс Гумма була послана до Брукліну, поточне розташування невідомо
13. Міс Хіросіма — у Балтиморському художньому музеї
14. Міс Хоккайдо — у Балтиморському музеї історії та природознавства
15. Міс Хіого — в музеї святого Йосипа (Міссурі)[4]
16. Міс Ібаракі (Tsukuba Kasumi) — у Публічному музеї Мілвокі[5]
17. Міс Ісікава — в Історичному товаристві Монтани
18. Міс Івате — в Бірмінгемській публічній бібліотеці[6]
19. Міс Кагава — у Державному музеї природознавства Північної Кароліни
20. Міс Кагосіма — у Музеї історії Фенікса
21. Міс Канагава — була надіслана в Юджин, поточне розташування невідомо
22. Міс Квантунська область — була надіслана до Манчестера, зараз знаходиться у приватній колекції
23. Міс Карафуто — була відправлена до Вілмінгтона
24. Міс Кобе — була надіслана до Стемфорда, поточне розташування невідомо
25. Міс Коті — знаходиться в Музеї природної історії Карнегі
26. Міс Кумамото — була надіслана в Новий Орлеан, поточне розташування невідомо
27. Міс Кіото (префектура) —  у Дитячому музеї Бостона
28. Міс місто Кіото — Арканзаському музеї відкриттів.
29. Міс Міядзакі — була надіслана до Міннеаполіса, поточне розташування невідоме
30. Міс Міе — знаходиться у Державному музеї Університету Небраски.
31. Міс Міягі — була надіслана до Топіка, зараз у приватній колекції
32. Міс Нагано – була надіслана в Провіденс, зараз — у Делаварській історичній спільноті
33. Міс Нагасакі (Tamako)[7] — у Рочестерському музеї та науковому центрі[8]
34. Міс Нагоя — в Історичному центрі Атланти
35. Міс Нара — в Історичному музеї Айдахо
36. Міс Оіта — у Науковому музеї Спрінгфілда
37. Міс Окаяма — у текстильній колекції Державного університету Північної Дакоти
38. Міс Окінава — у Художньому музеї Цинциннаті
39. Міс префектура Осака була послана до Ньюарку, зараз — в Історичному товаристві Огайо
40. Міс місто Осака — у Ньюаркському музеї
41. Міс Сага — була надіслана до Філадельфії, поточне розташування невідомо
42. Міс Сайтама — у музеї Чарльстона
43. Міс Сіга була надіслана до Маямі, поточне розташування невідомо
44. Міс Сімані — у Дитячому музеї Індіанаполіса
45. Міс Сідзуока — у Канзаському міському музеї
46. Міс Тайвань — у Лос-Анджелеському музеї природної історії
47. Міс Тотігі — була надіслана в Чарлстон, поточне розташування невідомо
48. Міс Токусіма — у Північно-Західному музеї мистецтва та культури
49. Міс префектура Токіо — була надіслана до Ричмонду, поточне розташування невідомо
50. Міс місто Токіо — була послана в Нью-Йорк, поточне розташування невідомо
51. Міс Тотторі — у Музеї Державної історичної спільноти Південної Дакоти.
52. Міс Тояма — у Speed Art Museum
53. Міс Вакаяма — в Історичній спільноті Невади
54. Міс Ямагата — у Державному музеї Майні
55. Міс Ямагуті — була надіслана в Чикаго, зараз — в Музеї міжнародного народного мистецтва в Санта-Фе[9]
56. Міс Яманасі — у Державному музеї Вайомінгу
57. Міс Йокогама розташовувалась у Публічній бібліотеці Денвера до 1990-х років, коли була доручена Денверському музею мініатюр, ляльок та іграшок